# Volha Klimava
Volha Klimava (en bielorruso: Вольга Климава; Mir, 5 de noviembre de 1995) es una deportista bielorrusa que compite en piragüismo en la modalidad de aguas tranquilas.
Ganó seis medallas en el Campeonato Mundial de Piragüismo entre los años 2018 y 2024, y seis medallas en el Campeonato Europeo de Piragüismo entre los años 2014 y 2024.
En los Juegos Europeos de Minsk 2019 obtuvo una medalla de plata en la prueba de C2 500 m.

## Palmarés internacional
| Campeonato Mundial | Campeonato Mundial          | Campeonato Mundial | Campeonato Mundial |
| Año                | Lugar                       | Medalla            | Competición        |
| ------------------ | --------------------------- | ------------------ | ------------------ |
| 2018               | Montemor-o-Velho (Portugal) | Medalla de bronce  | C2 500 m           |
| 2019               | Szeged (Hungría)            | Medalla de bronce  | C2 500 m           |
| 2019               | Szeged (Hungría)            | Medalla de oro     | C1 5000 m          |
| 2021               | Copenhague (Dinamarca)      | Medalla de oro     | C4 500 m           |
| 2021               | Copenhague (Dinamarca)      | Medalla de oro     | C1 5000 m          |
| 2024               | Samarcanda (Uzbekistán)     | Medalla de plata   | C4 500 m mixto     |
| Juegos Europeos    |                             |                    |                    |
| Año                | Lugar                       | Medalla            | Competición        |
| 2019               | Minsk (Bielorrusia)         | Medalla de plata   | C2 500 m           |
| Campeonato Europeo |                             |                    |                    |
| Año                | Lugar                       | Medalla            | Competición        |
| 2014               | Brandeburgo (Alemania)      | Medalla de plata   | C2 500 m           |
| 2018               | Belgrado (Serbia)           | Medalla de oro     | C1 5000 m          |
| 2018               | Belgrado (Serbia)           | Medalla de plata   | C2 500 m           |
| 2021               | Poznań (Polonia)            | Medalla de oro     | C1 5000 m          |
| 2024               | Szeged (Hungría)            | Medalla de oro     | C1 5000 m          |
| 2024               | Szeged (Hungría)            | Medalla de bronce  | C2 500 m           |